# Циган, Чэнь
Чэнь Циган (кит. 陈其钢, 1951, Шанхай) — китайский и французский композитор.

## Биография
Сын известного художника и каллиграфа. В период культурной революции его отец как «буржуазный элемент» был отправлен в трудовой лагерь. Чэнь, учившийся в это время в средней школе при Центральной консерватории в Пекине, три года провел на казарменном режиме, подвергаясь «перевоспитанию». В 1977 году одним из двадцати шести (на 2000 абитуриентов) поступил в Пекинскую консерваторию по классу композиции. После 5 лет обучения прошёл национальный конкурс с блестящими результатами и получил возможность продолжить композиторское образование за рубежом. Так он в 1984 году, в возрасте 33 лет, оказался во Франции. Четыре года был стипендиатом французского правительства, в 1984—1988 годах — единственный ученик Оливье Мессиана, затем учился у Бетси Жолас и других преподавателей Парижской консерватории. Лауреат нескольких международных конкурсов.

## Творческое сотрудничество
Сотрудничал с Чжан Имоу: в 2000 году создал музыку к балету по либретто, написанному режиссёром по мотивам его фильма «Зажги красный фонарь». Чжан Имоу — под названием Красный фонарь — поставил этот балет и показывал его в Москве (см.: ).
В 2008 году был музыкальным директором церемонии открытия летних олимпийских игр в Пекине, одним из организаторов которой выступал опять-таки Чжан Имоу.
Произведения композитора исполняют Национальный оркестр Франции, Филармонический оркестр Радио Франции, Шотландский симфонический оркестр BBC, симфонический оркестр Сан-Франциско, Ensemble Intercontemporain, Новый ансамбль Амстердама, ансамбль Омура (Токио), польская Camerata Vistula и др. коллективы под управлением таких дирижёров, как Курт Мазур, Шарль Дютуа, Роджер Норрингтон, Леонард Слаткин, Томас Хенгельброк, Ив Прен и др.

## Избранные произведения
- Le souvenir для флейты и арфы (1985)
- Yuan (Истоки) для струнного трио и оркестра (1988)
- Poème lyrique для баритона и ансамбля (1990)
- Poème lyrique II для баритона и ансамбля (1991)
- Un pétale de lumière для флейты и оркестра (1993, подношение Оливье Мессиану)
- Rêve d’un solitaire для ансамбля и электроники (1993)
- Extase для гобоя и оркестра (1995)
- Reflet d’un temps disparu для виолончели и оркестра (1996)
- Concerto pour un instrument de silence для гуциня и ансамбля (1996)
- Extase II для гобоя и ансамбля (1997)
- Wu xing (Пять стихий) для ансамбля (1998—1999)
- Instants d’un Opéra de Pékin для фортепиано соло (2000)
- Epouses et concubines, балет (2000)
- Iris devoilée концертная сюита для большого оркестра, трех женских голосов и трех традиционных китайских инструментов (2001)
- Un temps disparu для двух китайских скрипок и оркестра (2002)
- Songe d’une femme française для сопрано, кларнета и большого оркестра (2004—2005)
- Invisible voices для 6 смешанных голосов и большого оркестра (2005)

## Признание
Премия SACEM за симфоническую музыку (2005). Премия Академии Шарля Кро (2006).